# Rheinterrasse (Düsseldorf)
La Rheinterrasse (écrit aussi au pluriel : Rheinterrassen, en français : la Terrasse du Rhin) est un bâtiment construit de 1924 à 1926 sur des plans de Wilhelm Kreis pour l'exposition GeSoLei. Situé au 33 du quai Joseph-Beuys-Ufer à Düsseldorf-Pempelfort, en Allemagne, le lieu accueille aujourd'hui des manifestations et des événements.

## Architecture

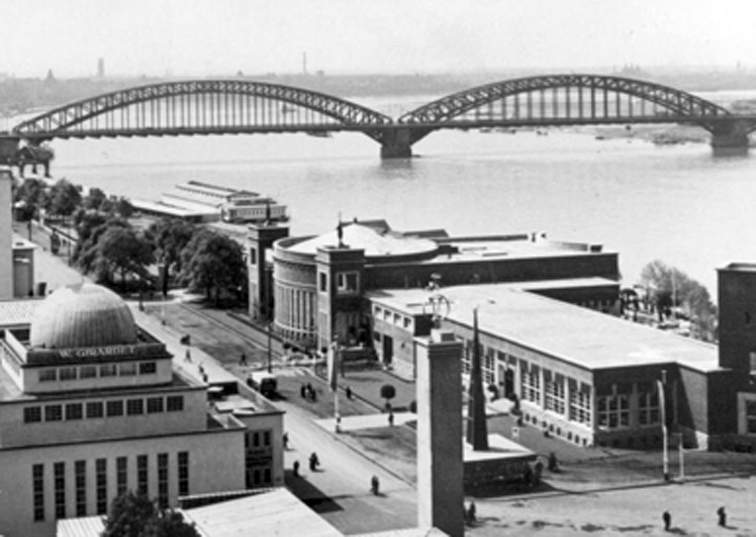
Vue historique de la Rheinterrasse lors de l'exposition GeSoLei, 1926.
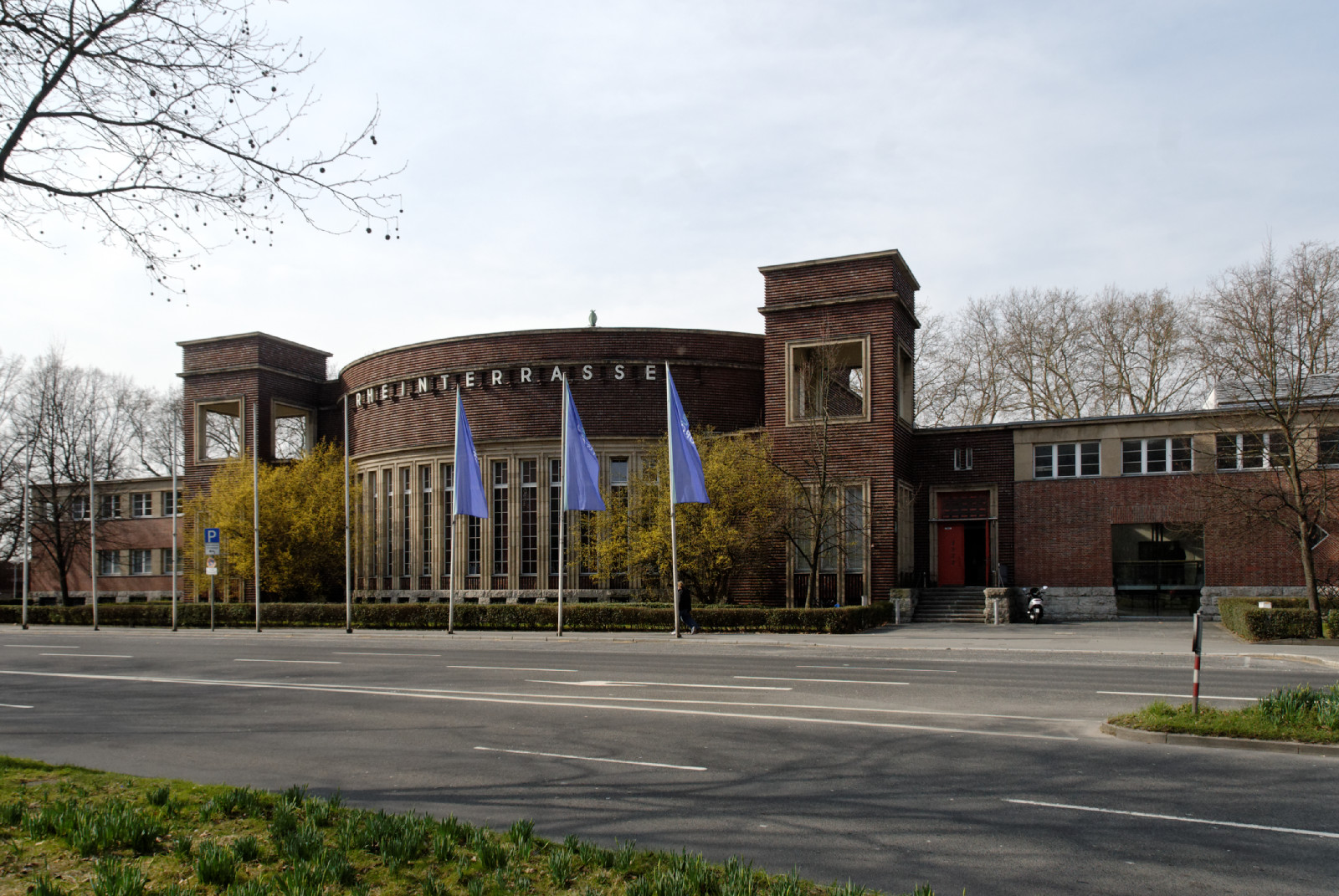
Façade aux tours jumelles du côté est de la Rheinterrasse.
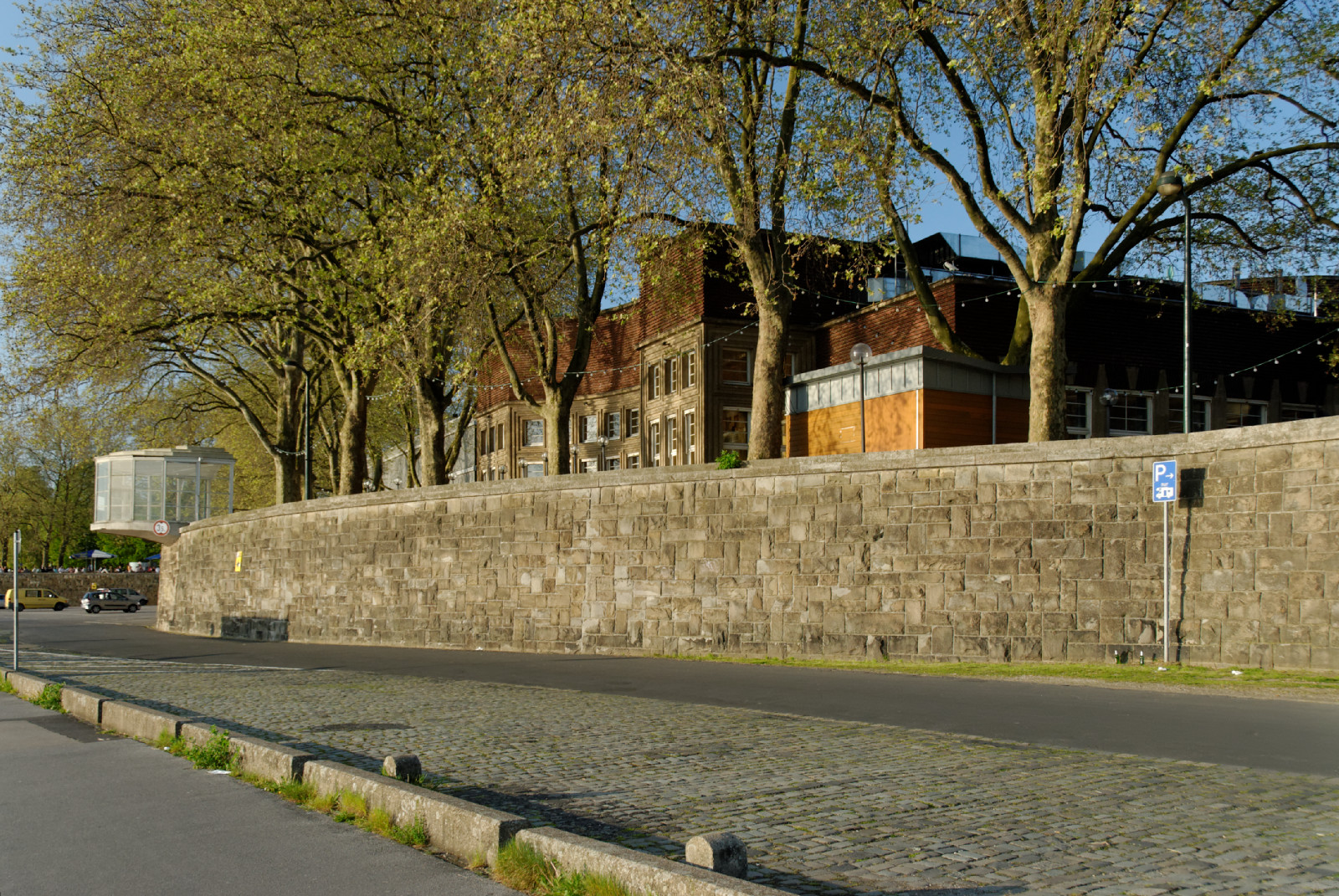
Rheinterrasse côté Rhin, quai Robert-Lehr-Ufer.
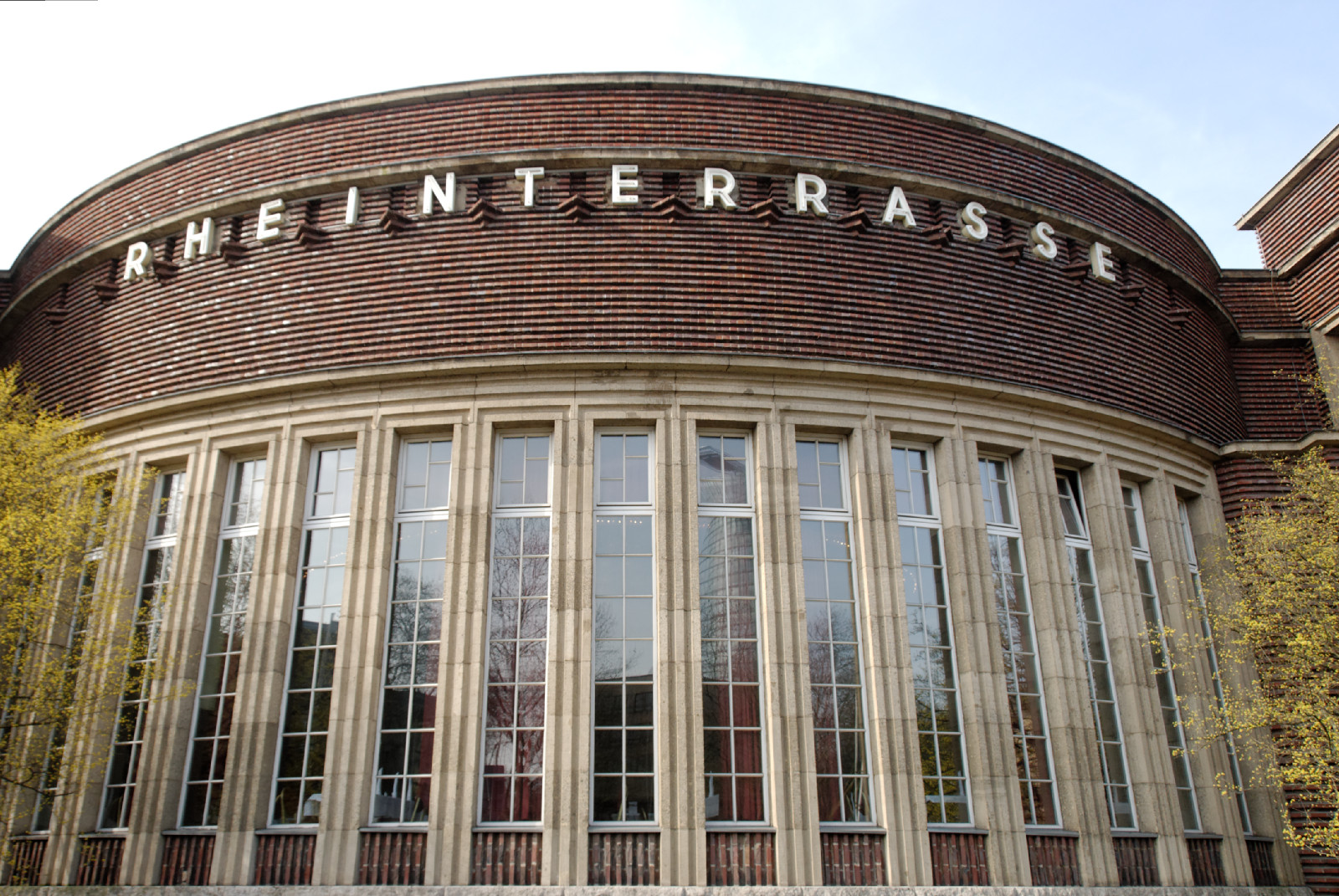
Partie centrale de la façade est.

La Rheinterrasse est conçue pour l'exposition GeSoLei comme un « grand restaurant » avec cafés et salles de réunion. Ses murs intérieurs et extérieurs sont en maçonnerie de briques. Cependant, le béton armé est utilisé pour les plafonds porteurs et les poutres.
Le cœur du bâtiment est la salle Rheingold (Rheingoldsaal) de 470 mètres carrés avec un dôme parapluie en forme de coquille reposant sur des arcs-boutants. D'autres motifs qui caractérisent l'intérieur expressionniste sont la « clé de voûte suspendue » et la « double arcade ». Côté rue, l'édifice présente une façade convexe aux fenêtres verticales, flanquée de deux tours. Lors de l'exposition GeSoLei, cette façade était le point focal d'un grand axe se dirigeant vers elle depuis l'est, aujourd'hui disparu et maintenant en grande partie remplacé par une rue d'orientation nord-sud et les immeubles de bureaux de la société d'assurances Ergo Versicherung AG.
La façade arrière, qui fait face au Rhin, présente une surface extérieure concave. Une terrasse plantée de platanes ouvre sur un espace ouvert de plusieurs centaines de mètres de long composé de remblais, de rampes, de parcs, de terrasses et d'escaliers (Rheinpark Golzheim, Rheingärtchen). On retrouve dans cette architecture extérieure la conception néoclassique du Museum Kunstpalast, basée sur les motifs de l'expressionnisme de brique.
Les fenêtres, notamment celles des axes centraux des façades principales, sont encadrées par des bandes de tuf et de brique silico-calcaire. Leur design se réfère à l'encadrement géométrique des fenêtres de l'avant-corps du Museum Kunstpalast et du Forum NRW.
En 1994, la Rheinterrasse est remodelée par Helmut Hentrich (bureau d'architecture HPP). La salle Radschlägersaal est construite avec une ossature d'acier et de grandes surfaces vitrées. La Rheinterrasse est classée patrimoine culturel protégé en 1982.